# Mecz Gwiazd PLK 1998
Mecz Gwiazd Polskiej Ligi Koszykówki 1998 – towarzyski mecz koszykówki rozegrany 28 marca 1998 roku w Tarnowie. W spotkaniu wzięli udział czołowi zawodnicy najwyższej klasy rozgrywkowej (I liga) w Polsce. Spotkanie gwiazd odbyło się w konwencji Północ - Południe. Przy okazji spotkania rozegrano także konkursy wsadów oraz rzutów za 3 punkty. 
Głosowanie na najlepszych zawodników zorganizował tygodnik „Basket”. Czytelnicy wypełniali, wycinali i wysyłali kupon ze swoimi typami do redakcji. Na tej podstawie wyłoniono uczestników imprezy.
W spotkaniu z rozmaitych przyczyn nie wystąpili spośród wybranych do udziału w nim zawodników: Maciej Zieliński (Zepter Śląsk Wrocław), Lee Wilson (Warta Szczecin) oraz Martin Eggleston (Warta Szczecin).

## Konkurs rzutów za 3 punkty
Konkursy odbyły się przed rozpoczęciem spotkania głównego. Do rywalizacji o miano najlepszego strzelca przystąpili:
- Duane Cooper, Dominik Derwisz, Andrzej Pluta, Samuel Hines, Kelvin Upshaw, Adrian Małecki

W finale Adrian Małecki trafił 11 rzutów, pokonując Duane'a Coopera (9 celnych) oraz Samuela Hinesa (8). 

## Konkurs wsadów
W konkursie zmierzyli się Tyrone Barksdale, Will Brantley, Piotr Ignatowicz, Michał Titinger, Gary Alexander, Adrian Małecki.
Zwycięzcą został uskarżający się na ból nogi Adrian Małecki. Po raz pierwszy i zarazem jedyny historii spotkań gwiazd jeden zawodnik wygrał zarówno konkurs wsadów, jak i rzutów za 3 punkty. 
Przy okazji spotkania wręczono także nagrodę dla Koszykarskiej Osobowości Sezonu 1997/98, którą otrzymał sędzia międzynarodowy Wiesław Zych. 
Spotkanie wygrała drużyna Północy, pokonując Południe 141–126. 
- MVP – Gary Alexander
- Zwycięzca konkursu wsadów – Adrian Małecki
- Zwycięzca konkursu rzutów za 3 punkty – Adrian Małecki

## Składy
Pogrubienie – oznacza zawodnika składu podstawowego
Trener drużyny Północy: Krzysztof Żolik (Pekaes Pruszków)

Trener drużyny Południa: Jacek Adamczak (Ericsson Bobry Bytom)

| Północ – 141      | Północ – 141      | Północ – 141                 | Północ – 141 | 126 – Południe   | 126 – Południe    | 126 – Południe                | 126 – Południe |
| Zawodnik          | Kraj              | Klub                         | Pkt          | Zawodnik         | Kraj              | Klub                          | Pkt            |
| ----------------- | ----------------- | ---------------------------- | ------------ | ---------------- | ----------------- | ----------------------------- | -------------- |
| Gary Alexander    | Stany Zjednoczone | Trefl Sopot                  | 25           | Samuel Hines     | Stany Zjednoczone | Pogoń Ruda Śląska             | 29             |
| Piotr Szybilski   | Polska            | Pekaes Pruszków              | 23           | Andrzej Pluta    | Polska            | Ericsson Bobry Bytom          | 17             |
| Tyrice Walker     | Stany Zjednoczone | Pekaes Pruszków              | 19           | Ronnie Thompkins | Stany Zjednoczone | Zagłębie Maczki-Bór Sosnowiec | 17             |
| Dominik Tomczyk   | Polska            | Pekaes Pruszków              | 17           | Tyrone Barksdale | Stany Zjednoczone | Zagłębie Maczki-Bór Sosnowiec | 12             |
| Michał Hlebowicki | Polska            | Płyty Grajewo                | 13           | Adam Wójcik      | Polska            | Zepter Śląsk Wrocław          | 2              |
| Kelvin Upshaw     | Stany Zjednoczone | Komfort Stargard Szczeciński | 15           | Adrian Małecki   | Polska            | Unia Tarnów                   | 16             |
| LaBradford Smith  | Stany Zjednoczone | Pekaes Pruszków              | 12           | Tomasz Jankowski | Polska            | Ericsson Bobry Bytom          | 15             |
| Krzysztof Sidor   | Polska            | Pekaes Pruszków              | 11           | Duane Cooper     | Stany Zjednoczone | Pogoń Ruda Śląska             | 7              |
| Krzysztof Dryja   | Polska            | Pekaes Pruszków              | 4            | Will Brantley    | Stany Zjednoczone | Unia Tarnów                   | 5              |
| Robert Kościuk    | Polska            | Komfort Stargard Stargard    | 4            | Mariusz Bacik    | Polska            | Ericsson Bobry Bytom          | 4              |
| Martin Eggleston  | Stany Zjednoczone | Warta Szczecin               | --           | Dominik Derwisz  | Polska            | Stal Stalowa Wola             | 2              |
| Lee Wilson        | Stany Zjednoczone | Warta Szczecin               | --           | Maciej Zieliński | Polska            | Zepter Śląsk Wrocław          | --             |